# Pavlov chrbát

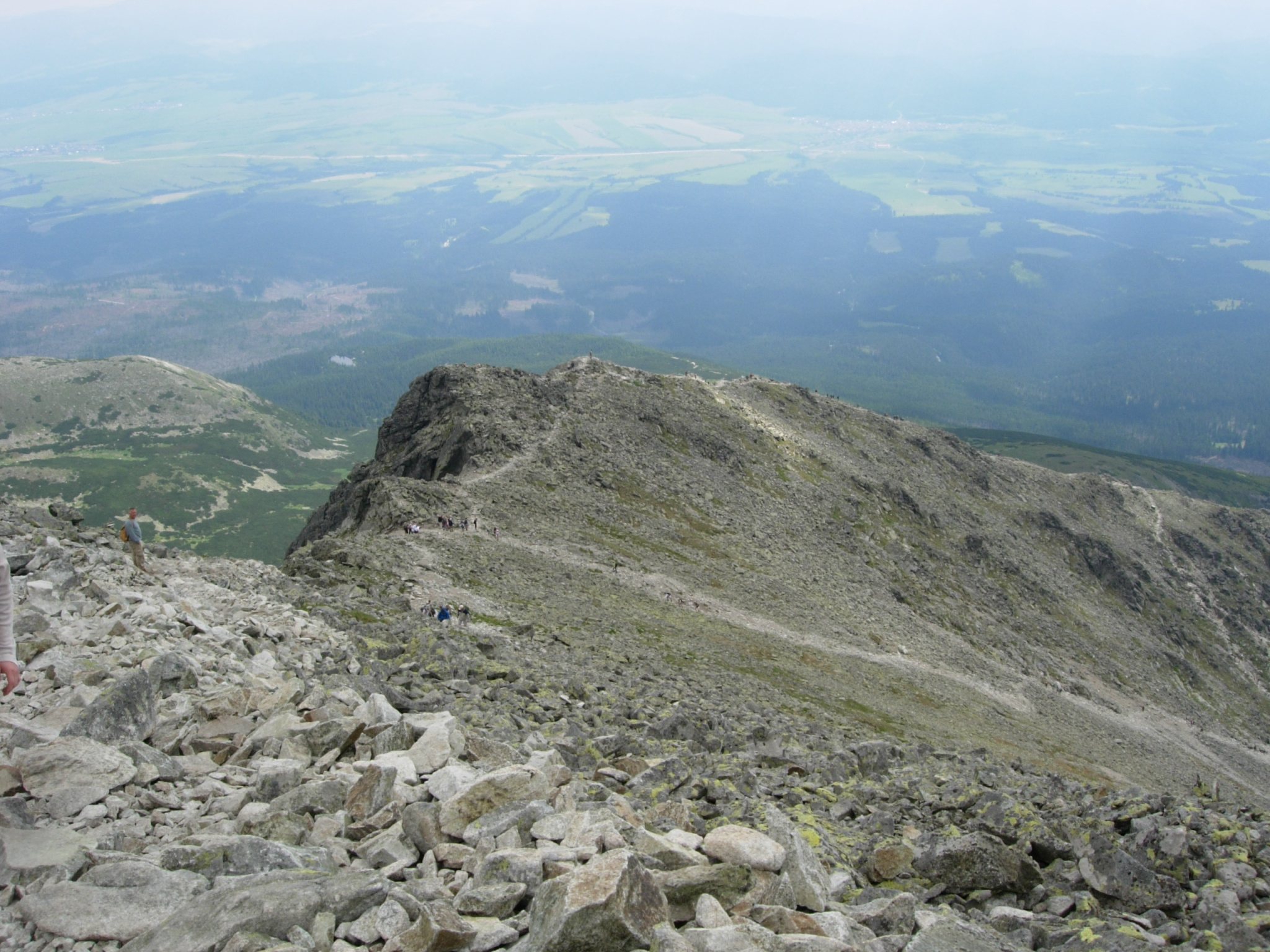
Daxnerovo sedlo a Malý Kriváň

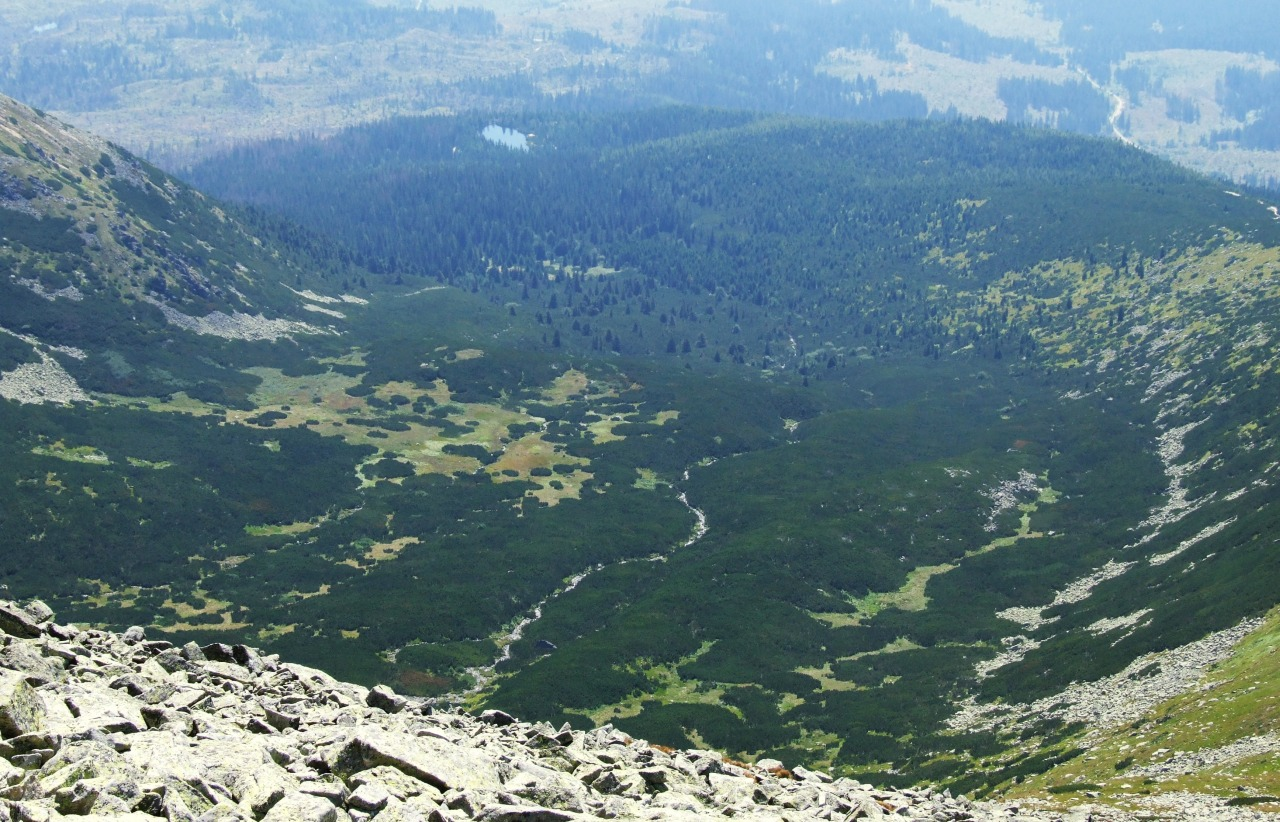
Spodní konec Pavlova chrbátu vpravo

Pavlov chrbát (polsky Pawłowy Grzbiet, maďarsky Pavlova-hát, německy Pavlovarücken) je boční hřeben ve slovenské části Vysokých Tater. Od rozsochy Kriváně se odděluje v Kriváni a směřuje přímo na jih. Odděluje od sebe Važeckou dolinu na východě a Veľký žľab na západě.

## Průběh hřebene
|  | Slovenský název | Polský název         | Nadmořská výška (m) | Souřadnice                       |
|  | --------------- | -------------------- | ------------------- | -------------------------------- |
|  | Kriváň          | Krywań               | 2494                | 49°09′46″ s. š., 19°59′56″ v. d. |
|  | Daxnerovo sedlo | Krywańska Przełączka |                     | 49°09′35″ s. š., 20°00′04″ v. d. |
|  | Malý Kriváň     | Mały Krywań          | 2334                | 49°09′27″ s. š., 19°59′52″ v. d. |
|  | Nad Pavlovou    | Nad Pawłową          |                     |                                  |

## Turistické trasy
– modrá značka od Rázcestie pri Jamskom plese přes Pavlov chrbát a Rázcestie v Krivanskom žľabe na Kriváň